# Li Yanxi
Li Yanxi, Chinees: 李 延熙, (Shijiazhuang, Hebei, 26 juni 1984) is een Chinese atleet, die gespecialiseerd is in het hink-stap-springen. Hij nam tweemaal deel aan de Olympische Spelen, maar won hierbij geen medailles.

## Loopbaan
Yanxi won in 2002 een zilveren medaille bij de wereldkampioenschappen U20. In 2006 werd hij vierde bij de wereldbekerwedstrijden en won hij het hink-stap-springen op de Aziatische Spelen.
In 2008 behaalde Li Yanxi op de Olympische Spelen in Peking de finale van het hink-stap-springen, waarin hij tot een achtste plaats kwam met een beste sprong van 16,77 m. Een jaar later werd hij op de wereldkampioenschappen in Berlijn bij het hink-stap-springen met 17,23 zesde, waarna hij tijdens de Chinese Spelen in oktober van dat jaar het 28 jaar oude Chinese record verbeterde tot 17,59. Deze prestatie was tevens een Aziatisch record.

## Titels
- Aziatische Spelen kampioen hink-stap-springen - 2006, 2010

## Persoonlijke records
| Onderdeel                    | Prestatie    | Datum           | Plaats |
| ---------------------------- | ------------ | --------------- | ------ |
| hink-stap-springen (outdoor) | 17,59 m (AR) | 27 oktober 2009 | Jinan  |
| hink-stap-springen (indoor)  | 16,89 m      | 5 maart 2005    | Peking |

## Palmares

### hink-stap-springen
- 2002:  WK U20 - 16,66 m
- 2006: 4e Wereldbeker - 16,87 m
- 2006:  Aziatische Spelen - 17,06 m
- 2008: 8e OS - 16,77 m
- 2009: 6e WK - 17,23 m
- 2010:  Aziatische Spelen - 16,94 m